# Thác Liêng Nung
Thác Liêng Nung là thác trên suối Đắk Nia ở vùng đất buôn N'Jriêng xã Đắk Nia thành phố Gia Nghĩa tỉnh Đắk Nông, Việt Nam.

## Vị trí
Thác Liêng Nung nằm ở buôn N'Jriêng xã Đắk Nia thành phố Gia Nghĩa. Thác cách trung tâm thành phố Gia Nghĩa khoảng 10 km theo Quốc lộ 28 hướng đông nam đi tỉnh Lâm Đồng.
Thác có độ cao khoảng 30 m. Thượng nguồn của thác là hồ Đắk Nia, một hồ thủy lợi rộng chừng 12 ha tạo ra trên suối Đắk Nia. Xung quanh thác là các buôn làng của đồng bào dân tộc M'nông và Mạ.
Thác Liêng Nung có cảnh quan thiên nhiên xung quanh hoang dã là một trong những thắng cảnh kỳ thú và hấp dẫn của tỉnh Đắk Nông được quy hoạch thành khu du lich sinh thái với diện tích rộng 127 ha, trong đó có 12,7 ha là rừng tự nhiên.
Tuy nhiên, hiện thác này đang dần cạn kiệt nước bởi vì việc xây dựng đập chứa nước ở thượng nguồn suối Đắk Nia phục vụ sản xuất nông nghiệp và nạn khai thác rừng đầu nguồn trái phép 

## Truyền thuyết
Truyền thuyết kể rằng, thác Liêng Nung là dòng thác duy nhất của dòng suối Đắk Nia, bắt nguồn từ những khu rừng thiêng nên nước trong vắt, uống vào thì khỏe mạnh, chống lại được bệnh tật. Theo tiếng địa phương thì Liêng là thác, còn Nung là nơi nghỉ ngơi. Bởi vì, nhờ uống nước, tắm táp, nghỉ ngơi ở đây, nên người và súc vật mạnh khỏe, phát triển đông đúc. Tuy nhiên, vào một năm xa xưa, trời nắng hạn khiến cho không chỉ cây trồng mà cây rừng cũng bị chết rũ, thú rừng và vật nuôi bị chết khát nhiều vô kể. Chỉ riêng người và súc vật ở vùng Liêng Nung này là còn sống sót nhờ dòng thác Liêng Nung thần kỳ. Người dân quanh vùng như Đắk Đu, Đắk Măng... cũng kéo tới uống nước Liêng Nung. Thế nhưng, chỉ được một thời gian ngắn, những kẻ hung tợn từ nơi xa tới đã nổi lòng tham chiếm lấy dòng thác này. Chúng đã gây hấn, phá ống lồ ô hứng nước đang dựng dưới thác và dùng hung khí đánh đuổi mọi người. Để bảo vệ dòng nước quý, K'Ẹ- một thanh niên cường tráng, khỏe mạnh đã tập hợp trai tráng, người dân trong bon chiến đấu, đánh đuổi kẻ xâm lược suốt một ngày ròng. Cuộc hỗn chiến đã cướp đi hàng trăm sinh mạng của đôi bên và chỉ còn một mình chàng K'Ẹ sống sót. Còn lại một mình, không người thân thích, K'Ẹ buồn rầu nhìn cảnh bon làng xác xơ, xác chết ngổn ngang, nên đã lên đường đi tìm người giúp mình. Bỗng một hôm, chàng gặp một cô gái đang nằm thoi thóp bên một gốc cây khô vì khát nước, nên đưa về dòng Liêng Nung lấy nước cho uống. Kỳ lạ thay, sau khi uống nước của dòng thác, người con gái có tên là H'Dệt không chỉ khỏe ra mà còn "lột xác" trở nên vô cùng xinh đẹp. Thế là từ đó K'Ẹ và H'Dệt đã nên duyên vợ chồng. Sau khi lấy nhau, vợ chồng K'Ẹ chăm chỉ làm ăn, nên rẫy nhiều vô kể, lúa chất đầy kho. Nàng H'Dệt thì khéo tay biết làm tất cả mọi việc, từ ủ rượu cần cho đến dệt thổ cẩm, đan lát... Ít lâu sau, hai vợ chồng đã sinh được hai người con trai khỏe mạnh, đặt tên là K'Pên và K'Peo. Sau khi hai con đã biết quấn cái khố thì một hôm nàng H'Dệt xuống thác tắm và từ đấy không quay về nữa. K'Ẹ và các con đi tìm thì chỉ nghe một giọng nói thần bí từ thác vọng lại rằng: "H'Dệt là tiên được Giàng cử xuống để giúp người Mạ ở đây duy trì nòi giống, hết thời hạn nàng phải quay về trời". Bố con K'Ẹ buồn lắm nên ngày ngày đều xuống thác những mong gặp được nàng H'Dệt, nhưng hình bóng chẳng thấy đâu, chỉ dòng thác thì hiền hòa hơn và dòng chảy ngày càng giống như mái tóc của nàng H'Dệt. Biết không thể gặp lại được H'Dệt, bố con K'Ẹ từ đó dốc sức làm ăn. Hai người con cũng lấy vợ, sinh con lập nên ba bon N'riêng, Bu Sốp và Ting Wel Đơm tồn tại và phát triển cho đến bây giờ.

## Suối Đắk Nia
Suối Đắk Nia, thường viết trong bản đồ biên tập thời Pháp thuộc là Đăk Nir, là một phụ lưu cấp 1 của sông Đồng Nai. Suối dài 25 km, diện tích lưu vực 69 km², mã sông là "07 28".
Suối Đắk Nia khởi nguồn 12°01′54″B 107°47′51″Đ / 12,031548°B 107,797484°Đ từ các suối nhỏ ở vùng núi cao 800 m ở xã Đắk Ha huyện Đăk Glong tỉnh Đắk Nông, chảy vè hướng tây nam đến xã Đắk Nia.
Tên xã Đắk Nia được đặt theo tên suối "Đắk Nir".
Ghi chú
1. ↑  Trong tiếng các dân tộc thuộc nhóm ngôn ngữ Môn-Khmer ở Tây Nguyên và trong tiếng Việt cổ (trước thế kỷ 16, xem Chữ Nôm) thì "đăk" có nghĩa là nước, sông, suối, còn "krông" có nghĩa là sông.